# بیتستریم (شرکت)
بیتستریم (انگلیسی: Bitstream Inc.) شرکت فناوری اطلاعات آمریکایی است، که در سال ۱۹۸۱ تأسیس شد.